# HIP 13044
HIP 13044是一個位於水平分支的紅色恆星，距離地球約2300光年（700 pc），位於天爐座。該恆星是珍珠星流的一部分，該星流是大約60到90億年前被銀河系併吞的矮星系形成的。因此 HIP 13044是以相對於銀河平面高度不尋常的軌道環繞銀河系中心。HIP 13044質量稍小於太陽，但半徑是太陽的7倍。該恆星的年齡預估至少有90億年，已經經歷了紅巨星的狀態。在其周圍已經發現一顆屬於熱木星的太陽系外行星 HIP 13044b。這是其他行星可能曾經存在過，但已經被併吞的證據，這可能是導致 HIP 13044高速自轉的原因。HIP 13044在發現後是目前已知有行星的恆星中金屬量最低的。

## 觀測歷史
马克斯-普朗克天文研究所的科學團隊在歐洲南方天文台位在智利的拉西拉天文台使用光纖回饋放大範圍光學攝譜儀（Fiber-fed Extended Range Optical Spectrograph, FEROS）首次觀測 HIP 13044。並於2009年9月到2010年7月之間進行36次徑向速度量測。 
該團隊也收集了已經觀測 HIP 13044天區的超廣角尋找行星計畫在網路上公開的測光資料。在這些資料中 HIP 13044有振動狀況，訊號每16日就會被遮蔽。資料分析讓科學家確定了太陽系外行星 HIP 13044b的存在。

## 特徵
HIP 13044是一個F-型恆星，距離地球約701秒差距（2286光年），位於珍珠星流中。該星流是一群低金屬量恆星相對於太陽以極高速度運動的恆星。該恆星以橢圓型軌道環繞銀河系中心運轉，距離銀河系中心7到16千秒差距。它的軌道並不在銀河平面上，距離最遠可達到13千秒差距。這暗示了該星流曾經是銀河系的矮星系，大約60到90億年前遭到銀河系併吞。HIP 13044的年齡估計至少90億年。
HIP 13044的核心已經開始進行氦融合，因此這顆恆星已經通過了紅巨星階段。它現在的狀態是紅色水平分支不穩定帶的藍色端。它的表面溫度大約是6025 K，6.7倍太陽半徑，質量是0.8倍太陽質量。自轉周期5到6日，是該型恆星中自轉速度最快的。原因可能是因為它在紅巨星階段已併吞數顆內行星。
HIP 13044的視星等9.94。

## 行星系統

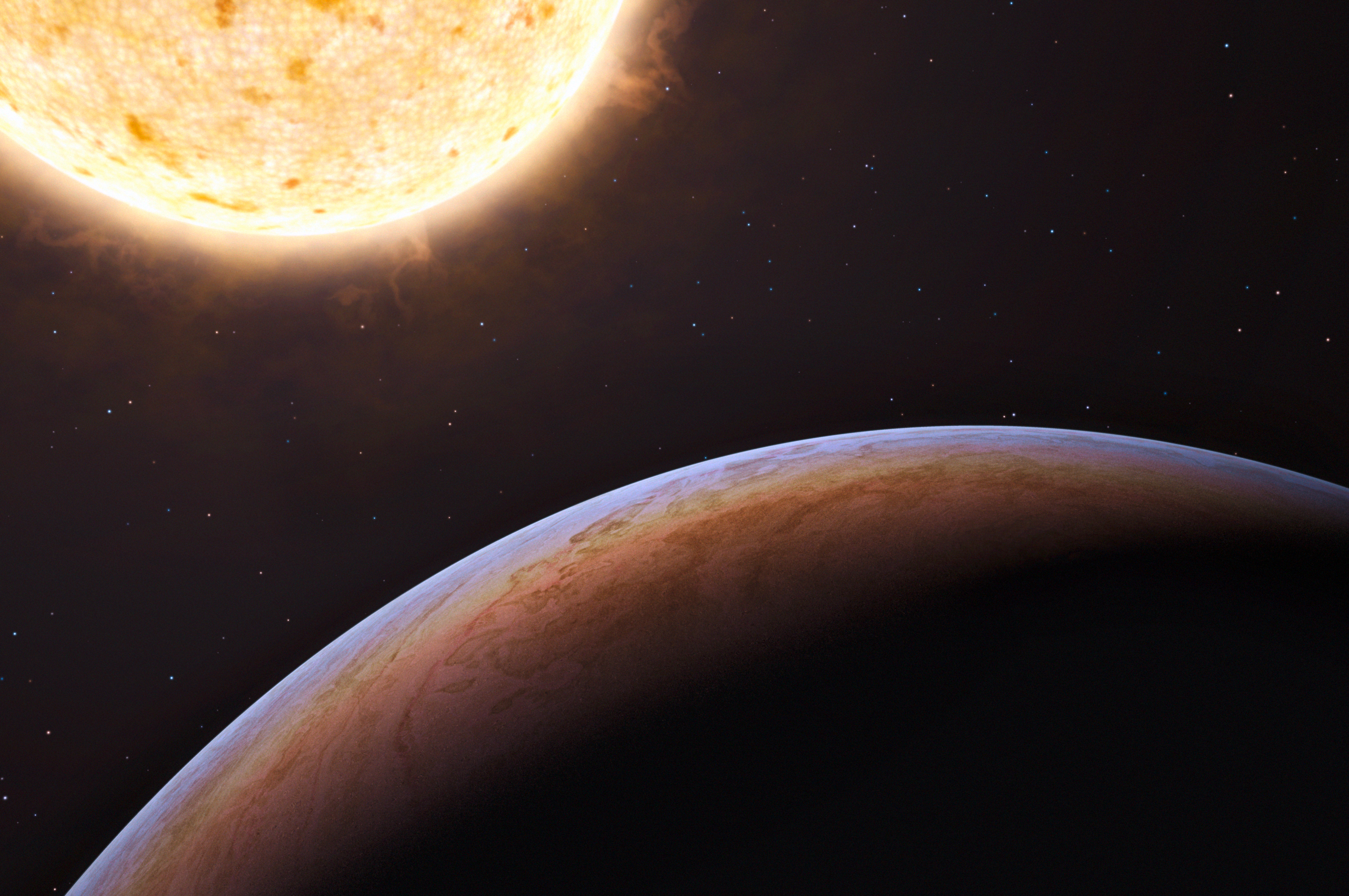
藝術家筆下的 HIP 13044和其行星。

HIP 13044b是一顆曾经被认为存在的熱木星系外行星。对HIP 13044的径向速度测量间接地证实了它的存在。根据测量结果，HIP13004b距離HIP 13044 0.116AU。公轉周期16.2日。HIP 13044b质量預估是1.25倍木星質量。HIP 13044b的軌道離心率是0.25，屬於橢圓形軌道。HIP 13044b如此靠近母恒星相當不尋常，而且它的高離心率軌道相當罕見。一個模拟認為可能是 HIP 13044變成紅巨星時崩潰的多行星系統殘餘，而 HIP 13044吞噬內行星造成了讓 HIP 13044b的軌道異常改變；另一個模型則認為恆星質量的不對稱分布也可造成同樣效果。從發現至今 HIP 13044b的母恆星是有行星環繞恆星中金屬量最低的。
随后的研究表明之前的测量存在误差，因此该行星实际上并不存在。之前被认为是行星存在证据的恒星位置扰动实际上是由于观测时一系列的错误造成的，其中包括了较差的信噪比以及错误的质心速度修正。相同的错误也导致HIP 11952被错误地认为拥有两颗行星。
| 成員 (依恆星距離) | 质量    | 半長軸 (AU) | 轨道周期 (天) | 離心率 | 傾角 | 半径 |
| ----------------- | ------- | ----------- | ------------- | ------ | ---- | ---- |
| b                 | 1.25 MJ | 0.116       | 16.2          | 0.25   | —    | —    |